# Rémy Delhomme
Rémy Delhomme (18 novembre 1967) è un ex schermidore francese.

## Palmarès
In carriera ha conseguito i seguenti risultati:
- Mondiali di scherma

Essen 1993: argento nella spada a squadre.
La Chaux de Fonds 1998: argento nella spada a squadre.
Seul 1999: oro nella spada a squadre.
Nimes 2001: bronzo nella spada a squadre.
- Europei di scherma

Plovdiv 1998: argento nella spada a squadre.
Bolzano 1999: oro nella spada individuale ed argento a squadre.
Funchal 2000: oro nella spada a squadre.
Mosca 2002: oro nella spada a squadre.
Copenaghen 2004: argento nella spada individuale.